# IJzer(III)oxide
IJzer(III)oxide of rood ijzeroxide (Fe2O3) is een anorganische verbinding van ijzer met zuurstof, waarbij ijzer een oxidatietoestand van +III bezit. IJzer(III)oxide komt in de natuur voor als de mineralen hematiet en magnetiet. Het is een roodbruine poederachtige vaste stof, die niet oplosbaar is in water. Het is een van de componenten van roest.

## Synthese
IJzer(III)oxide kan op twee verschillende manieren worden bereid. Het kan gewonnen worden uit ijzerrijke mineralen, zoals hematiet, goethiet en limoniet, maar het kan ook synthetisch bereid worden door pyrolyse van ijzerhydroxiden, bijvoorbeeld ijzer(II)hydroxide, dat meestal ook in situ bereid wordt. Als het ijzer(II)hydroxide (wit) ontstaat reageert het heel snel met zuurstof tot ijzer(III)oxyhydroxide of FeO(OH) (groen), waarna door pyrolyse het oxide-ion en het OH−-ion ontbinden tot 3 O2−-ionen en water, waarbij 2 Fe3+-ionen worden gevormd. Deze ontledingsreactie kan als volgt worden voorgesteld:
{\displaystyle {\ce {2FeO(OH)->[\mathrm {\Delta T} ]{Fe2O3}+H2O}}}

## Kristalstructuur en eigenschappen
IJzer(III)oxide komt voor onder de vorm van een aantal verschillende kristalstructuren.

### Alfa-ijzer(III)oxide
α-IJzer(III)oxide is de meest stabiele en meest voorkomende vorm van het oxide. Het bezit een trigonale kristalstructuur. α-IJzer(III)oxide gedraagt zich antiferromagnetisch onder de 260 K en zwak-ferromagnetisch tussen 260 en 950 K (de Néeltemperatuur voor het oxide).

### Bèta-ijzer(III)oxide
β-IJzer(III)oxide is de metastabiele vorm van het oxide en bezit een kubisch vlakgecentreerd kristalstelsel. Boven de 500 °C wordt het omgezet in de α-vorm. De β-vorm kan bereid worden door reductie van hematiet met koolstof, pyrolyse van een oplossing van ijzer(III)chloride of door thermische ontleding van ijzer(III)sulfaat.

### Gamma-ijzer(III)oxide
γ-IJzer(III)oxide is de kubische metastabiele variëteit en wordt bij hoge temperaturen omgezet in de α-vorm. De natuurlijk voorkomende variant van deze vorm is het mineraal maghemiet. γ-IJzer(III)oxide is ferromagnetisch. Zeer kleine partikels (kleiner dan 10 nanometer) gedragen zich superparamagnetisch. Deze kleine partikels kunnen bereid worden door thermische ontleding van ijzer(III)oxalaat.

### Epsilon-ijzer(III)oxide
ε-IJzer(III)oxide is de trigonale vorm van het oxide en bezit eigenschappen die liggen tussen die van de α- en β-vorm. Het is nog niet zuiver gesynthetiseerd, omdat het steeds samen met de α- of γ-vorm voorkomt. De ε-vorm is metastabiel en wordt tussen 500 en 800 °C omgezet in de α-vorm.

## Toepassingen
In gezuiverde vorm werd ijzer(III)oxide gebruikt als coating voor magnetische opslagmedia, zoals harddisks, audiocassettes en videobanden. Tegenwoordig worden dergelijk opslagmedia nog slechts sporadisch vervaardigd. Het is, net als veel andere ijzerzouten, een goede positieve katalysator in de chemische industrie en bij pyrotechnische doeleinden zoals in vaste-brandstofraketten. De bekendste toepassing is ongetwijfeld de thermietreactie tussen ijzer(III)oxide en aluminiumpoeder, waarbij een grote hoeveelheid energie vrijkomt (onder de vorm van warmte en zichtbaar licht):
{\displaystyle {\ce {2Al + Fe2O3 -> 2Fe + Al2O3 + h \nu}}}
IJzer(III)oxide is hierbij zowel de katalysator als de oxidator.
IJzer(III)oxide wordt soms als kleurstof gebruikt in plastics of in keramiek.
Omwille van de hardheid wordt ijzer(III)oxide ook gebruikt als polijstmiddel voor glas en metaal (goud en zilver). Zo bestaan er juwelenpoetsdoeken die geïmpregneerd zijn met dit zogenaamde "juweliersrood".